# Waldemar Falcão

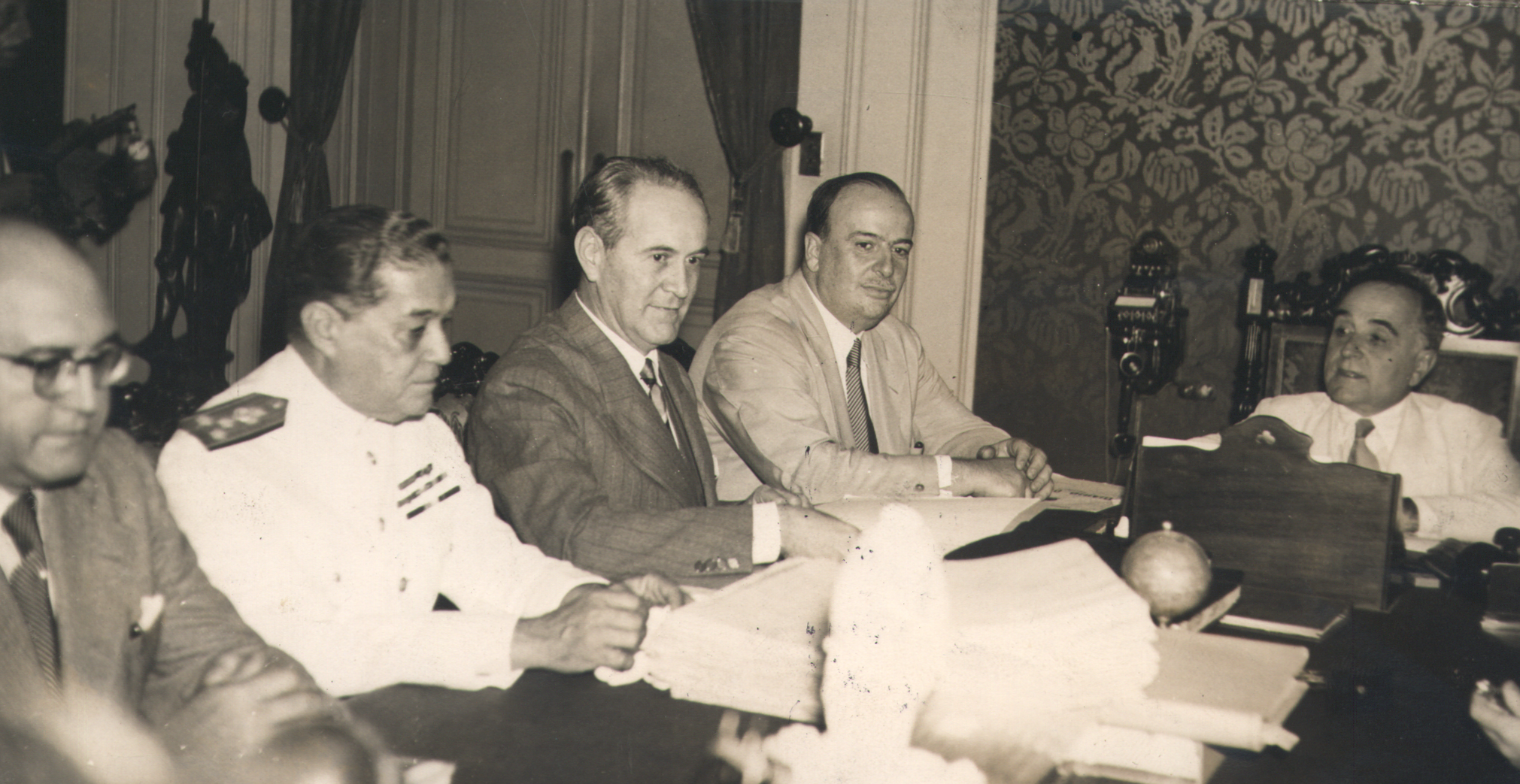
Da direita para a esquerda:o presidente Getúlio Vargas, os ministros Artur de Sousa Costa (Fazenda), Osvaldo Aranha (Relações Exteriores), Almirante Henrique Aristides Guilhem (Marinha) e Waldemar Falcão (Trabalho) durante reunião ministerial no Palácio do Catete, 1939. Arquivo Nacional.

Waldemar Cromwell do Rego Falcão (Baturité, 25 de janeiro de 1895 — Boston, 2 de outubro de 1946) foi um político brasileiro.
Foi advogado, jornalista e catedrático da Faculdade de Direito do Ceará. Foi eleito deputado federal constituinte em 1933 e, logo depois, senador.
Foi ministro do Trabalho, Indústria e Comércio no governo Getúlio Vargas, de 25 de novembro de 1937 a 13 de junho de 1941. Na gestão de Waldemar Falcão, que correspondeu aos primeiros anos do Estado Novo, foi regulamentado o salário mínimo (1938) e foi criado, em agosto de 1940, o Serviço de Alimentação da Previdência Social (SAPS).
Publicou as seguintes obras: Política tributária (tese de doutoramento, 1920), As mais fortes características do povo romano (tese, 1920), O empirismo monetário no Brasil (1921), A conversão da dívida externa (1932), O paradoxal mercantilismo brasileiro (1932) e O comunismo anticristão (1932).

## Biografia
Waldemar nasceu em Baturité (CE), filho de Francisco do Rego Falcão, negociante, e de Maria da Conceição Rego Falcão, da tradicional família Castelo Branco, do Ceará. Iniciou seus estudos em 1908, no Liceu do Ceará, em Fortaleza (CE), onde concluiu o ensino secundário. Foi nessa mesma cidade na qual se formou no curso de direito, pela Faculdade de Direito do Ceará. Foi orador de sua turma no ano de 1916.
Em 1911, no ano anterior a sua ingressão na faculdade, se tornou telegrafista estagiário da Repartição Geral de Telégrafos, através de concurso público.
De 1917 a 1919, exerceu emprego de delegado de polícia em Fortaleza até ser exonerado devido ao seu ingresso na vida política, através do Partido Republicano Cearense (PRC).. Integrado nas lutas políticas, principalmente no que dizia respeito a sucessão estadual, Waldemar Falcão se tornou colaborados do Diário do Estado, atuando como jornalista.
Em 1921, passa a lecionar economia política e direito administrativo na Faculdade de Direito do Ceará, através de vitória em um concurso. Nesse mesmo ano, concluiu o doutorado pela mesma faculdade e, novamente por concurso, tornou-se professor vitalício de história geral do Colégio Militar do Ceará, cargo que lhe rendeu a patente de tenente-coronel honorário do Exército Brasileiro. Além disso, ainda se dedicou à área do direito atuando como advogado do Banco do Brasil no Ceará, durante dez anos.
Apoiou Getúlio Vargas no Golpe de Estado que depôs o então presidente do Brasil, Washington Luís e impediu a posse do candidato eleito Júlio Prestes. No mesmo ano, entrou para o Clube 3 de Outubro, que apoiava o governo provisório de Vargas através das figuras tenentistas. Em 1932, Waldemar Falcão se muda para o Rio de Janeiro, onde exerceria diversas funções públicas importantes como membro da Comissão de Estudos Financeiros e Econômicos dos Estados e Municípios, do conselho administrativo da Caixa de Mobilização Bancária e ainda ocuparia a presidência do Tribunal Legionário do Ceará, e vice-presidência do Conselho Nacional do Trabalho (CNT). Ainda publicou, nos anos seguintes, os livros O Empirismo Monetário no Brasil, Conversão da Dívida Externa do Brasil e O Paradoxal Mercantilismo Brasileiro.
Negociou a greve de 1932 dos funcionários da Light junto ao Ministério do Trabalho.
Em 1934, foi eleito - com grande votação - deputado federal constituinte pelo Ceará. Dentre suas contribuições dentro do que ficou conhecido como a "Comissão dos 26" - 20 deputados estaduais e 6 representantes profissionais -, uma de suas propostas mais relevantes foi a do sufrágio universal e secreto para presidência. Ainda aventou a formação do Conselho Federal como substituto do Tribunal Especial, na função de julgar as ações do presidente da República.
Depois de sua participação na Comissão Constitucional, foi eleito, em 1935, como senador pelo mesmo estado. Waldemar era politicamente marcado por sua postura anticomunista. Exaltava os emergentes regimes fascistas e criticava duramente o comunismo, principalmente no Senado. Em 1936, Falcão propõe uma reforma educacional pautada em lutar contra os ideais comunistas, com apologia a ascendentes líderes fascistas da Europa.
Waldemar Falcão também foi membro da Legião Cearense do Trabalho e chegou a ser juiz do tribunal legionário.
Decretado o Estado Novo, em 1937, e assim dissolvidos os órgãos legislativos do país, Waldemar Falcão é rapidamente nomeado ministro do Trabalho, Indústria e Comércio. Extremamente ativo no cargo, aumentou o controle das organizações sindicais pelo governo, introduziu imposto sindical, regulamentou o salário mínimo, criou o Instituto de Previdência e Assistência aos Servidores do Estado (IPASE) e regulamentou a justiça do trabalho.
Ainda atuou no cargo de Ministro do Trabalho, em 1937. Época em que contribuiu de forma relevante para as políticas sociais do governo Vargas. Em 1938, foi presidente da XXIV Conferência Internacional do Trabalho, em Genebra, através da Organização Internacional do Trabalho (OIT).
Em 1941, deixou o Ministério do Trabalho para assumir o cargo de ministro do Supremo Tribunal Federal (STF). Quatro anos depois, presidiu as eleições para presidente da República e para Assembleia Nacional Constituinte em dezembro de 1945, quando atuou como presidente do Tribunal Superior Eleitoral (TSE).

Waldemar Falcão morreu em Boston, nos Estados Unidos, no ano de 1946.